# Étival (Jura)
Étival (também conhecida como: Étival-Les Ronchaux) é uma comuna francesa na região administrativa de Borgonha-Franco-Condado, no departamento de Jura. Estende-se por uma área de 13,83 km². Em 2010 a comuna tinha 320 habitantes (densidade: 23,1 hab./km²).